# Gáspár Bekes
Gáspár Bekes de Kornyát  (sau Gáspár de Corniath Bekes, Gaspar Békés de Kornyát, Kornyáti Bekes Gáspár, sau încă Kaspar Bekes, Caspar Bekesh) (1520-1579), Magnat de Ungaria, conte de Făgăraș, a fost un comandant militar și om politic transilvan.

## Biografie

### Rivalitatea cu Ștefan Báthory
Născut într-o veche familie din nobilimea maghiară mijlocie, Gáspár Bekes era fiul lui László, vicecomandant (alparancsnok sau viceban) al Lugojului. Bekes a devenit un consilier influent și Mare Trezorier al regatului sub Ioan al II al Ungariei și a fost numit de acesta, în testamentul său, succesor la tronul Transilvaniei. Dar Dieta Transilvaniei a respins această numire, preferându-l pe Ștefan Báthory, în timp ce Bekes era plecat într-o misiune diplomatică la curtea lui Maximilian al II-lea al Austriei. În concurență cu Báthory pentru tronul Uniunii Statale Polonia-Lituania, Maximilian de Austria l-a susținut pe Bekes care și-a strâns armata și a organizat o revoltă.  Gáspár Bekes a fost înfrânt, și-a pierdut toate bunurile și a fost constrâns să ceară azil lui Maximilian, la Viena. Când Polonia-Lituania l-a ales rege pe Henric de Valois, Maximilian și Báthory au încetat ostilitățile. Bekes s-a dus în Imperiul Otoman în căutare de aliați, dar fără succes. Speranțele sale au reapărut când Henric de Valois a abdicat în schimbul tronului Franței, pentru a deveni Henric al III-lea. Rivalitatea Maximilian-Báthory s-a reluat. Susținut de secui, Bekes s-a angajat într-o nouă revoltă, însă a fost învins în bătălia de la Kerelőszentpál. Susținătorilor secui ai lui Bekes le-au fost suprimate cu brutalitate privilegiile.

### Serviciile făcute lui Báthory și moartea lui Gáspár Bekes
Odată cu alegerea principelui Ștefan Báthory la tronul Poloniei, survenită la 14 decembrie 1575, și moartea lui Maximilian în 1576, Bekes și-a pierdut orice speranță de a-și recupera Transilvania, de acum aflată în mâinile lui Cristofor Báthory. A hotărât să se reconcilieze cu noul rege și a devenit unul dintre cei mai apropiați consilieri ai acestuia, în pofida diferențelor dintre religiile lor.
A luptat și a comandat excelent în Războiul Danzigului (1576-1577) și a luat parte la Campania din Livonia a lui Ştefan Báthory în 1579 în cursul Războiului Livonian contra lui Ivan cel Groaznic. A primit, pentru serviciile sale, castelul și domeniul Lanckorona, precum și alte pământuri.  
Pe drumul spre Hrodna, Bekes a căzut bolnav și a murit la 7 noiembrie 1579. Corpul său a fost transportat la Vilnius pentru a fi înmormântat, însă niciunul din cimitirele creștine din oraș nu l-au acceptat din cauza unitarianismului său. În consecință a fost îngropat pe un deal, cunoscut mai târziu sub numele de „dealul Békés”. Mormântul său a fost marcat printr-un turn octogonal cu înălțimea de 20 de metri și cu diametrul (?) de 6 metri. Dealul și mormântul său au fost luate de apele râului Vilnia, pe la mijlocul anilor 1800.

### Viața de familie a lui Gáspár Bekes
S-a căsătorit cu Anna Harinnay, prima sa soție, pe 30 noiembrie 1567, apoi cu Anna Sárkándy.   

## Galerie de imagini

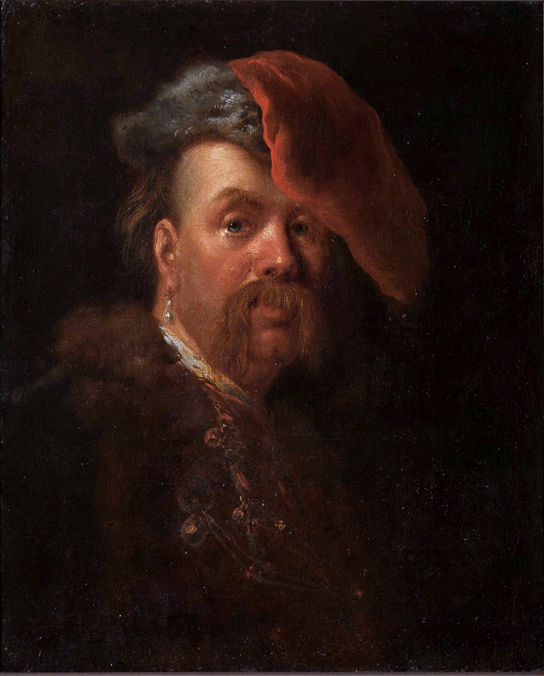
Gáspár Bekes, pictură atribuită lui Alexis Grimou.
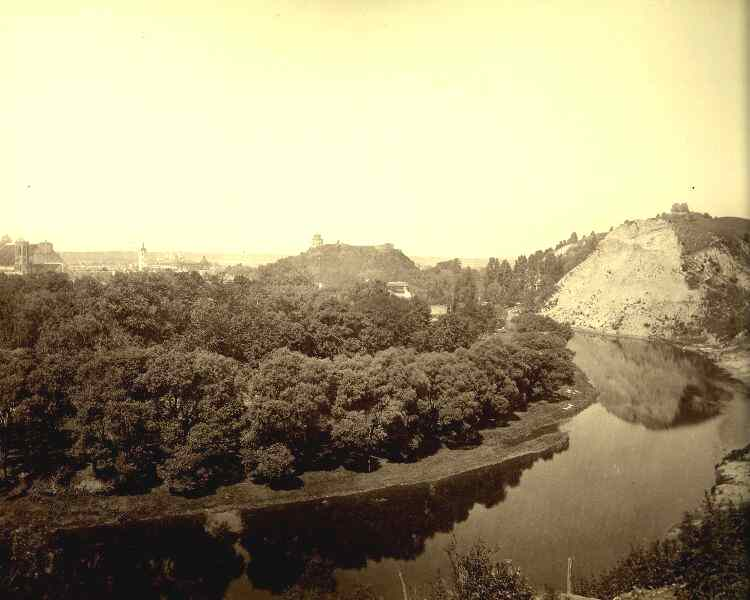
Dealul Bekes (în partea dreaptă), înainte de dislocarea sa completă (fotografie luată prin 1873–1881).
Stema lui Gáspár Bekes.